# Aschberg (Pfälzerwald)
Der Aschberg ist ein Berg im Pfälzerwald.

## Geographie

### Lage
Der Berg liegt auf der Gemarkung der Ortsgemeinde Esthal unmittelbar nordöstlich von deren Siedlungsgebiet. Entlang seiner Nordflanke verläuft der Esthalbach und ab seiner Südflanke das Vordere Sattelbächlein, das an der Ostflanke in den Esthalbach mündet. Südöstlich erstreckt sich der 429,8 m hohe Dörrenberg und südwestlich der 463,1 m hohe Vordere Gleisberg.

### Naturräumliche Zuordnung
1. Großregion 1. Ordnung: Schichtstufenland beiderseits des Oberrheingrabens
2. Großregion 2. Ordnung: Pfälzisch-saarländisches Schichtstufenland
3. Großregion 3. Ordnung: Pfälzerwald
4. Region 4. Ordnung (Haupteinheit): Mittlerer Pfälzerwald
5. Region 5. Ordnung: Tal-Pfälzer-Wald

## Name
Ernst Christmann deutet den Namen des Berges als Ort zur Gewinnung von Pottasche, worin eine Analogie zum Ortsnamen „Esthal“ läge.

## Bauwerke
An seiner Westflanke befindet sich das frühere Kloster St. Maria, das 2019 aufgegeben wurde, und etwas weiter westlich das Aschbergkreuz. An seinem Südwestfuß liegt der Straufelsbrunnen.

## Verkehr
An seinem Ostfuß entlang führt die Kreisstraße 23.

## Tourismus
Über den Berg führen der 15 Kilometer lange Esthaler Brunnenwanderweg und seit 2025 zusätzlich der Mehrgenerationenweg.